# Deutsche Bahn
Deutsche Bahn Aktiengesellschaft, afgekort DB of DB AG, is een spoorwegmaatschappij in Duitsland. Het bedrijf is ontstaan in 1994 uit een fusie van de West-Duitse Deutsche Bundesbahn (DB) en de Oost-Duitse Deutsche Reichsbahn (DR). Het bedrijf is zowel een spoorwegonderneming, die passagiers- en goederentreinen exploiteert, als ook een spoorwegbeheerder, verantwoordelijk voor het onderhoud van het overgrote deel van het Duitse spoorwegnet. Deutsche Bahn had in 2022 zo'n 340.000 medewerkers in dienst, en behaalde dat jaar een omzet van 56 miljard euro op het vervoer van bijna vier miljard reizigers per trein en bus en 220 miljoen ton vracht.

## Geschiedenis
De nationale spoorwegmaatschappij van het Duitse Rijk was van 1920 tot 1945 de Deutsche Reichsbahn. Na de nederlaag van Duitsland in de Tweede Wereldoorlog werd Nazi-Duitsland opgedeeld en met Duitsland ook de Reichsbahn. Het spoorwegnet ten oosten van de Oder-Neissegrens ging naar de Poolse PKP en de Russische spoorwegen. Ook de Oostenrijkse spoorwegen werden weer afgesplitst. In de geallieerde bezettingszones in Duitsland werd de spoorwegen per bezettingszone apart beheerd. De Reichsbahnonderdelen in de westelijke bezettingszones gingen in 1947 samenwerken onder de naam Deutsche Reichsbahn im Vereinigten Wirtschaftsgebiet. Na de oprichting van de Bondsrepubliek Duitsland kreeg de Deutsche Reichsbahn im Vereinigten Wirtschaftsgebiet op 7 september 1949 de naam Deutsche Bundesbahn. In de DDR en in Berlijn bleef de naam Deutsche Reichsbahn in gebruik.
Na de Wende ontstond de wens om de twee staatsspoorwegmaatschappijen te fuseren tot een nieuwe nationale spoorwegmaatschappij. Dit werd in 1994 gerealiseerd, sindsdien opereert Deutsche Bahn AG als de nationale spoorwegmaatschappij van Duitsland. Bij de fusie in 1994 werd het bedrijf aanvankelijk bestuurd vanuit Frankfurt am Main, waar sinds 1953 het hoofdkantoor van de Deutsche Bundesbahn gevestigd was. In het jaar 2000 verhuisde het hoofdkantoor naar Berlijn, naar een nieuw kantoor aan de Potsdamer Platz.
De fusie van de beide maatschappijen werd aangegrepen als mogelijkheid om de operatie efficiënter te maken. Sinds 1999 bestaat het bedrijf uit meerdere deelorganisaties, die elk voor verschillende taken verantwoordelijk zijn. In december 2007 werd DB opnieuw gereorganiseerd, waarbij alle passagiersdiensten werden ondergebracht in de DB Bahn-tak, logistiek onder DB Schenker en infrastructuur en operaties onder DB Netze.
Deutsche Bahn is eigendom van de Bondsrepubliek Duitsland. Volgens de grondwet is de Bondsrepubliek verplicht om (direct of indirect) een meerderheidsbelang in de infrastructuur (het huidige DB Netze) te behouden.
In 2008 werd overeengekomen om een deel van het bedrijf naar de beurs te brengen, wat betekende dat de Bondsrepubliek Duitsland haar aandeel van 100% zou beëindigen, met een plan om 25% van het totale aandeel aan de private sector te verkopen. De financiële crisis van 2007-08 zorgde er echter voor dat dit plan werd geschrapt.
In 2010 nam DB het Britse bus- en spoorbedrijf Arriva over. Arriva telde toen zo’n 44.000 medewerkers en was actief in 12 landen. Met de overname wou DB haar positie in andere Europese landen versterken. DB gebruikte de naam Arriva voor alle passagiersdiensten buiten Duitsland.
In 2015 meldde DB minderheidsbelangen in de vrachtvervoerder DB Schenker Rail en in Arriva te willen verkopen. Met de verkoopopbrengst wilde DB de eigen financiële positie versterken die onder druk staat door de toegenomen concurrentie in Duitsland. In 2014 kwam zo’n 60% van de totale concernwinst uit de thuismarkt. In November 2016 werden deze plannen voorlopig op stop gezet, maar in oktober 2023 maakte DB bekend alle overgebleven delen van Arriva te gaan verkopen. Dit betreft de activiteiten in tien Europese landen, waaronder Nederland. Met deze transactie gaan 35.500 medewerkers over. In 2022 werden al de Arriva-activiteiten in Zweden en Portugal verkocht, evenals de bedrijfsonderdelen in Servië en Denemarken en het busvervoer in Polen.
In september 2024 werd de verkoop van DB Schenker bekendgemaakt. Het Deense bedrijf DSV neemt alle aandelen over voor 14,3 miljard al zal de transactie pas ergens in 2025 worden afgerond. Schenker telt 75.000 werknemers en behaalde een omzet van net geen 20 miljard euro in 2023. Deutsche Bahn gaat de verkoopopbrengst gebruiken om een deel van de schulden af te lossen.

## Activiteiten
De activiteiten van DB zijn onderverdeeld in verschillende bedrijfsonderdelen. DB Personenverkehr beheert de passagiersactiviteiten binnen Duitsland, goederenverkeer wordt beheerd door DB Cargo en de onderdelen van het bedrijf die te maken hebben met het onderhoud van spoorweginfrastructuur zijn ondergebracht bij DB InfraGO en DB Engineering & Consulting.

### Binnenlandse passagiersdiensten
De exploitatie van trein- en busdiensten binnen Duitsland zijn ondergebracht bij twee deelondernemingen. DB Fernverkehr is verantwoordelijk voor de exploitatie van langeafstandstreinen, DB Regio exploiteert regionale treinen en enkele busdiensten.

#### DB Fernverkehr

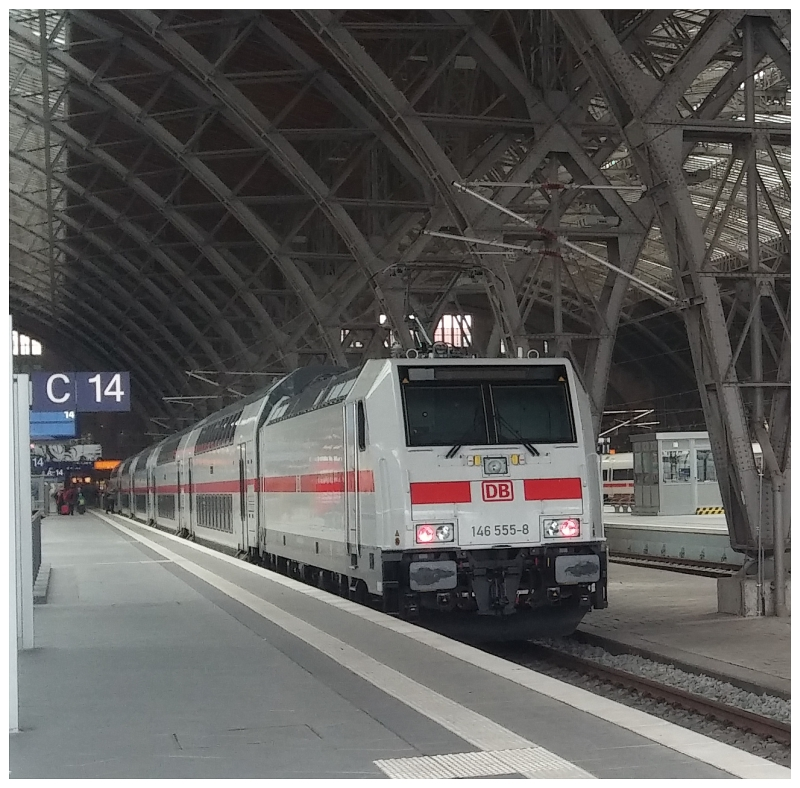
IC 2 te Leipzig

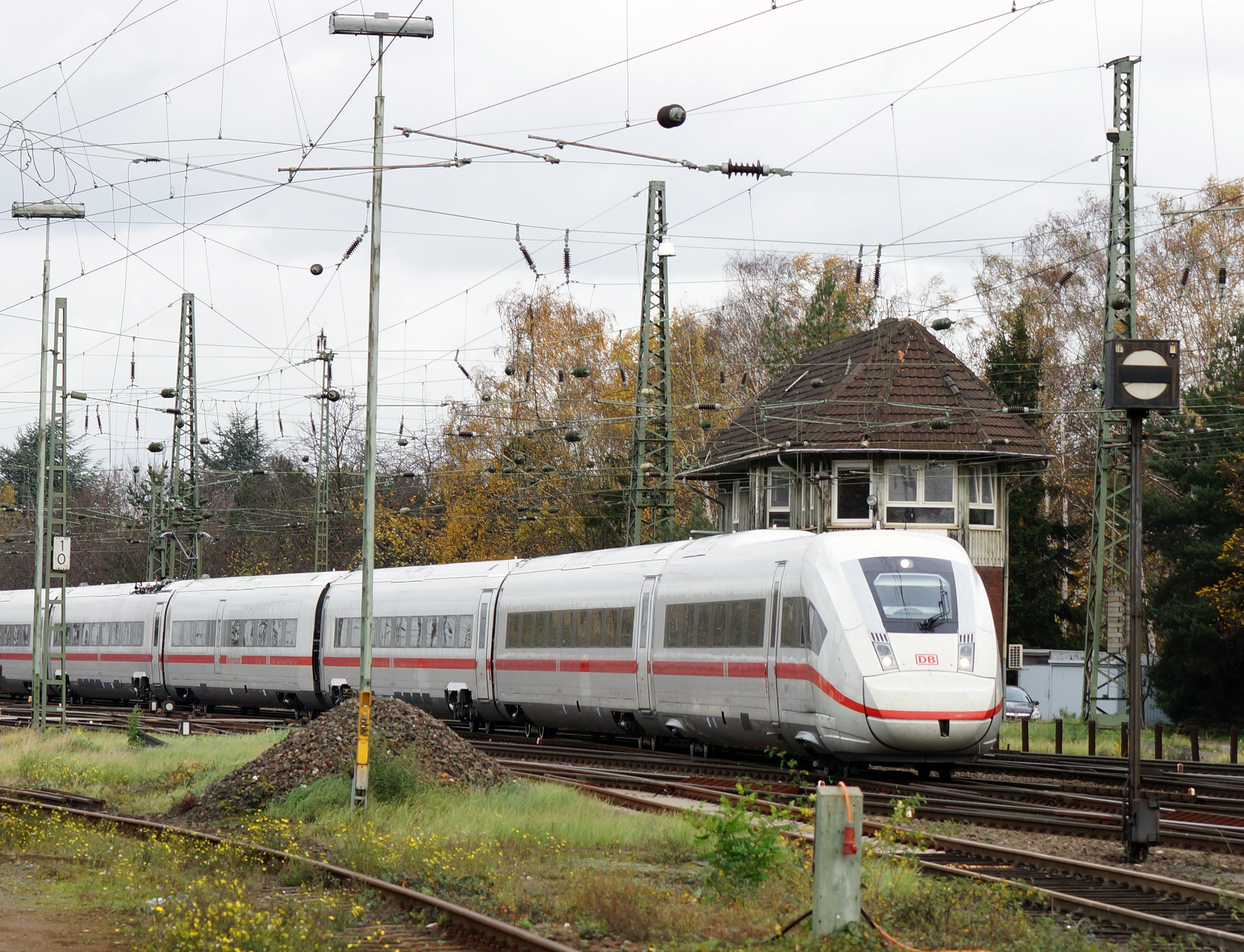
ICE 4 te Köln-Kalk

Het langeafstandsverkeer (Fernverkehr) in Duitsland wordt grotendeels geëxploiteerd door DB Fernverkehr. Deze treinen zijn te herkennen aan hun witte kleur met rode band onder de ramen. De treinen van DB Fernverkehr rijden over het algemeen zonder subsidie of regulering vanuit de landelijke of regionale overheden.
Het vlaggenschip van DB Fernverkehr is de InterCityExpress (ICE), een hogesnelheidstrein die afhankelijk van het traject tot 300 km/h rijdt. De ICE vormt de ruggengraat van het langeafstandsnet van DB. InterCity en EuroCity-treinen (IC/EC) vullen dit netwerk aan, deze treinen rijden op secundaire routes en stoppen vaker dan ICE-treinen. De EuroCity is de internationale variant van de InterCity, al zijn er enkele grensoverschrijdende IC-treinen. Binnen Duitsland zijn de EC-treinen geïntegreerd in de dienstregeling met eenzelfde status als IC-treinen. Op EC-treinen rijden vaak locomotieven en rijtuigen van buitenlandse spoorwegmaatschappijen.
DB Fernverkehr is ook medeverantwoordelijk voor de exploitatie van verschillende buitenlandse treinen in Duitsland. Dit betreft de TGV-treinen uit Frankrijk, de Railjet en Nightjet-treinen uit Oostenrijk en de EuroCityExpress-treinen vanuit Zwitserland.
Tot het DB Fernverkehr behoorde tot juni 2006 ook de InterRegio of IR: een langeafstandstrein met relatief veel stops onderweg Deze treincategorie heeft het veld geruimd vanwege concurrentie met regionale treinen, maar werd op sommige routes vervangen door InterCity-treinen.
In sommige knooppuntstations zijn er wachtruimtes beschikbaar voor reizigers van DB Fernverkehr met 1e klas-vervoersbewijzen, zogeheten DB-lounges.

#### DB Regio

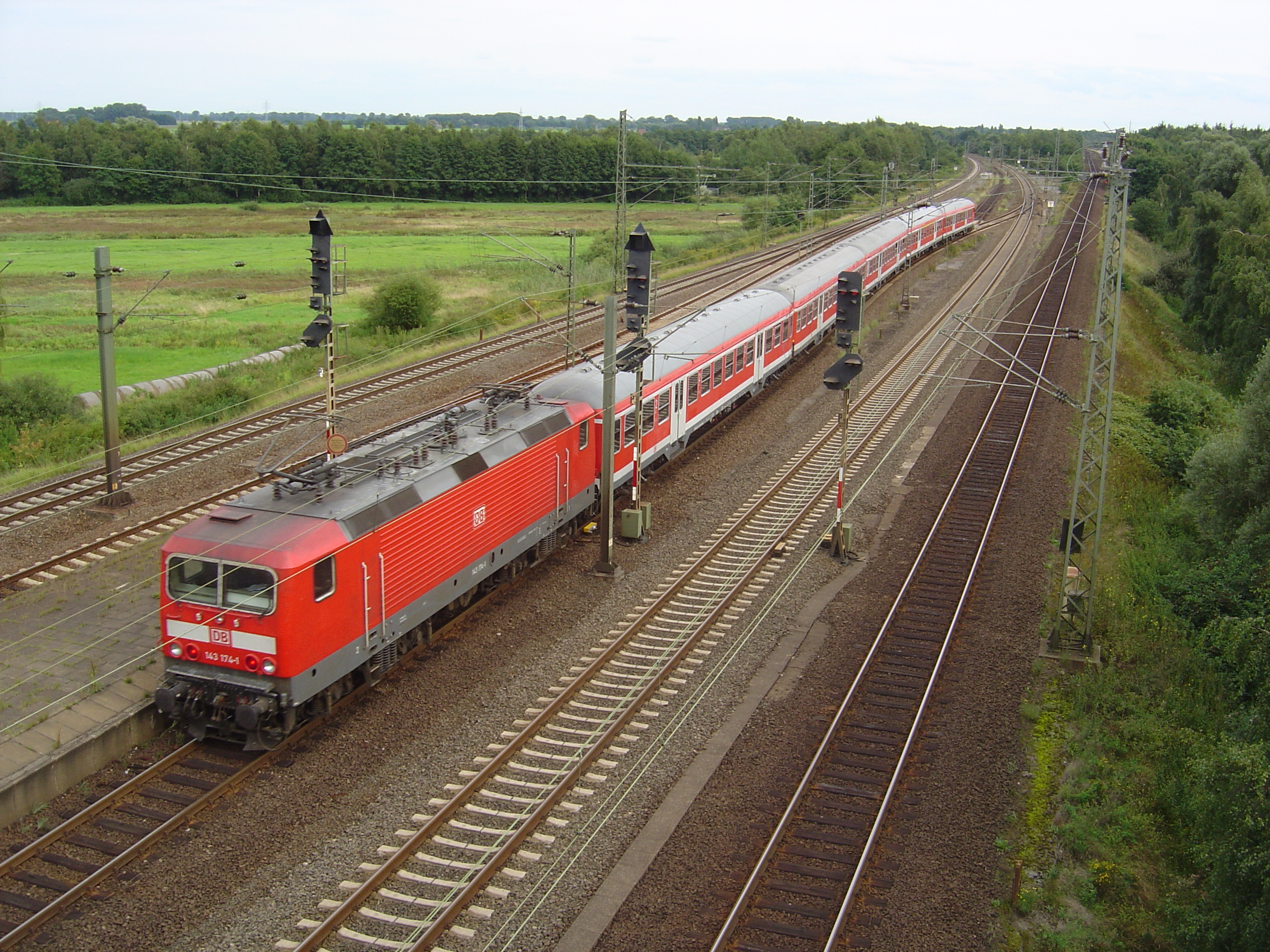
RegionalExpress

De regionale treinen, het zogenaamde Nahverkehr, worden geëxploiteerd door DB Regio. In tegenstelling tot de langeafstandstreinen rijden regionale treinen in opdracht van de deelstaten of Verkehrsverbuünde. DB Regio ontvangt subsidies voor het uitvoeren van deze treindiensten. De meeste treinen van DB Regio zijn in het Verkehrsrot gekleurd, dat wil zeggen rode treinen met wit en grijstinten.
Regionale treinen rijden veelal onder de naam RegionalBahn (RB, vergelijkbaar met de Nederlandse stoptrein) of RegionalExpress (RE, regionale sneltrein). RegionalExpress-treinen zijn qua tempo vaak vergelijkbaar met of sneller dan de Nederlandse Intercity. Rond veel grote Duitse steden rijden daarnaast S-Bahn-treinen (S, "stadsstoptrein"). S-Bahnen zijn frequent rijdende treinen met relatief veel haltes, al verschilt per stad verschilt het karakter van de S-Bahn. In sommige steden is het een met het spoorverkeer geïntegreerd netwerk, in andere steden, zoals bijvoorbeeld in Berlijn, is het een apart meer metroachtig netwerk.
Hiernaast beheert DB Regio in verschillende delen van Duitsland regionale busdiensten.

### Logistiek
DB Cargo is een onderneming die actief is in het goederenvervoer, zowel in Duitsland als in het buitenland. De onderneming vervoert veel goederen per spoor, al worden ook andere middelen gebruikt om goederen te vervoeren. In de jaren 2000 is de onderneming snel gegroeid, doordat in enkele Europese landen de goederenactiviteiten van de voormalige staatsspoorwegen werden overgenomen (waaronder in Nederland).

### Infrastructuur
Deutsche Bahn AG is de grootste spoorwegbeheerder van Duitsland, en beheert vrijwel al het spoor dat bij de creatie van de verenigde Deutsche Bahn in handen was van de beide voormalige spoorwegmaatschappijen. Het onderhoud van sporen en het beheer van stations is in handen van DB InfraGo. Dochteronderneming DB Systemtechnik is een dienstverlener op het gebied van spoorwegtechnieken en is in de gehele wereld actief.

### Voormalige activiteiten

#### Nachttreinen
Tot 2016 exploiteerde DB Fernverkehr een eigen netwerk van nachttreinen. Zij deed dit onder andere met de merknamen EuroNight, CityNightLine en DB AutoZug (nachttreinen met mogelijkheid tot het meenemen van een eigen auto). Vanaf 2000 daalde het aantal geboden verbindingen, de laatste verbindingen werden eind 2016 overgenomen door de Oostenrijkse spoorwegmaatschappij ÖBB die deze als Nightjet ging exploiteren.

#### IC Bus

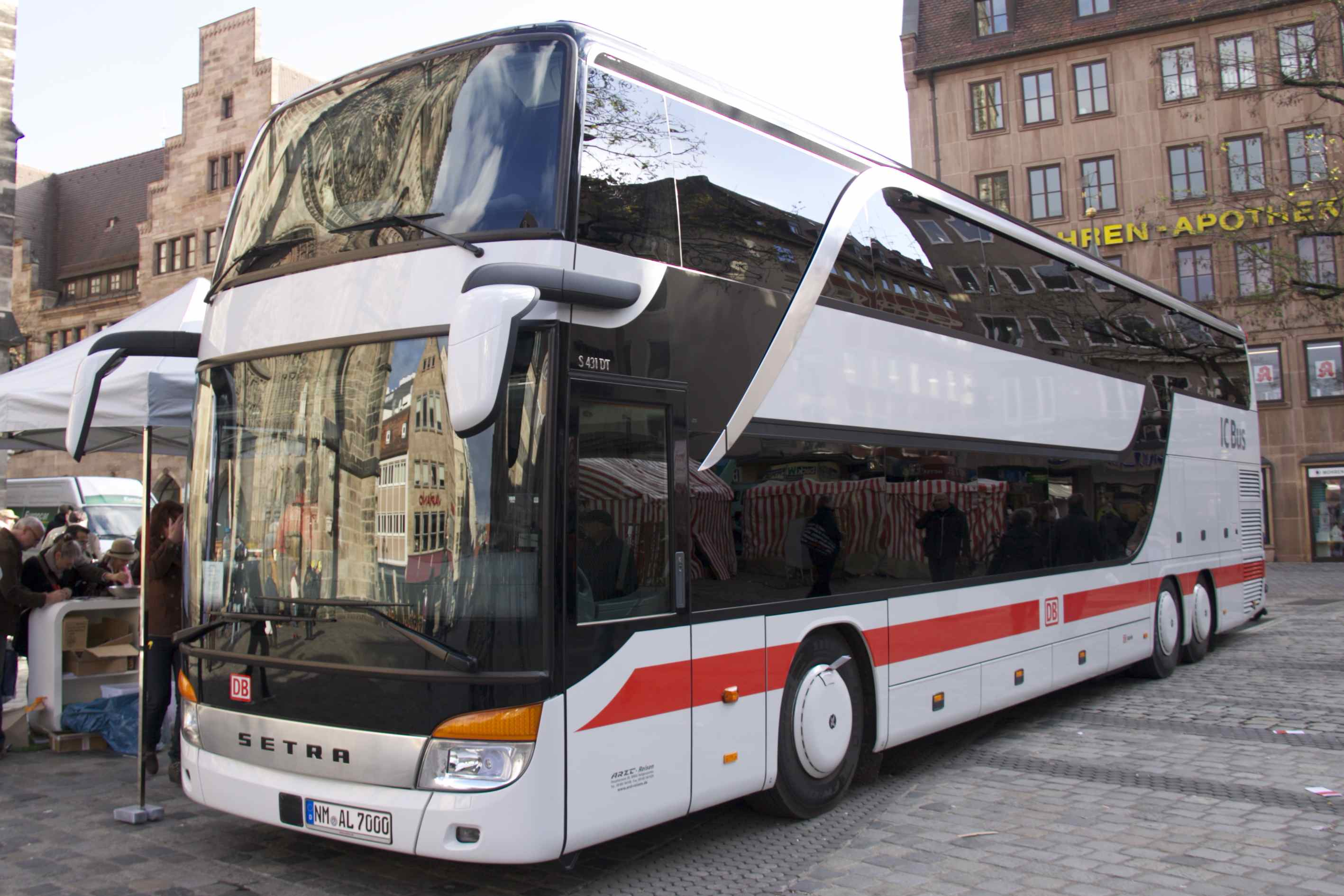
IC-bus op de lijn Nürnberg–Mannheim

Van 2009 tot 2020 exploiteerde DB Fernverkehr enkele IC Bus-verbindingen. Deze reden een aantal keren per dag tussen steden in Duitsland, maar ook naar omringende landen zoals Nederland, België en Tsjechië. Deze busverbindingen werden via de kanalen voor verkoop van treinkaartjes verkocht. Het netwerk bleek niet succesvol en werd tijdens de coronapandemie opgeheven.

## Tariefsysteem
Omdat in Duitsland het regionale openbaar vervoer de verantwoordelijkheid is van de deelstaten, en langeafstandsvervoer een commerciële aangelegenheid is waar de vervoerders zelf verantwoordelijk zijn voor het opbrengen van de kosten, zijn de tarieven van de regionale en langeafstandstreinen van elkaar gescheiden. Treinkaartjes van DB Fernverkehr zijn alleen geldig op de treinen van DB Fernverkehr, tenzij er een deeltraject afgelegd moet worden met regionale treinen. Regionale vervoersbewijzen zijn in de basis niet geldig op langeafstandstreinen, tenzij de regio dit voor een specifiek traject afgesproken heeft met DB Fernverkehr.

### Regionale vervoersbewijzen
De verschillende deelstaten zijn verantwoordelijk voor de prijzen en voorwaarden van regionale vervoersbewijzen, al zijn in veel deelstaten ook transportautoriteiten (Verkehrsverbünde) actief die in een deel van de deelstaat verantwoordelijk zijn voor vervoersbewijzen. Wel zijn er enkele kaartjes die in alle regionale treinen geldig zijn, zoals het Quer-durchs-Land-Ticket waarmee na 09:00 uur tegen een gunstige prijs in elke regionale trein van Duitsland gereisd kan worden. Tot 9 juni 2019 bestond een gunstigere variant voor weekenddagen, het Schönes-Wochenende-Ticket.
De versnippering van de regionale tarieven leidt vaak tot problemen op trajecten waar een regionale grens overgestoken moet worden, omdat regionale voorwaarden kunnen verschillen. Als maatregel hiertegen en als doel om meer reizigers in het openbaar vervoer te lokken na de Coronapandemie, is in juni, juli en augustus 2022 een proef gedaan met het 9-Euro-Ticket: een maandkaart van 9 euro die in alle regionale treinen, bussen, trams en metro's geldig was. Nadat deze actie was verlopen, werd per 1 mei 2023 het Deutschlandticket ingevoerd, een maandabonnement voor het gehele Duitse regionale openbaar vervoer. Dit abonnement kostte bij invoering €49 per maand.

### DB Navigator
De app DB Navigator is in staat om in heel Duitsland reizen met het openbaar vervoer te plannen en kan alle kaartjes van DB Fernverkehr en alle regionale vervoersbewijzen verkopen. Deze kaartjes worden in de app als QR-code bewaard. Ook veel internationale reizen zijn beschikbaar in de app. De DB Navigator werkt ook op de OV-chipkaartpoortjes in Nederland.

## Materieel
De locomotieven en treinstellen die in gebruik zijn (geweest) bij de Deutsche Bahn:

### Locomotieven
- Baureihe 101
- Baureihe 102
- Baureihe 112
- Baureihe 114
- Baureihe 120.1
- Baureihe 120.2
- Baureihe 143
- Baureihe 145
- Baureihe 146.0
- Baureihe 185
- Baureihe 186
- Baureihe 189
- Baureihe 210
- Baureihe 211
- Baureihe 215
- Baureihe 216
- Baureihe 218
- Baureihe 220
- Baureihe 221
- Baureihe 232
- Baureihe 260
- Baureihe 261

### Treinstellen
- Baureihe 401 (ICE 1)
- Baureihe 402 (ICE 2)
- Baureihe 403 (ICE-3)
- Baureihe 406 (ICE-3M)
- Baureihe 407 (ICE-3)
- Baureihe 411 (ICE-T)
- Baureihe 415 (ICE-T)
- Baureihe 412
- Baureihe 420
- Baureihe 422
- Baureihe 423
- Baureihe 424
- Baureihe 425
- Baureihe 426
- Baureihe 429 (FLIRT)
- Baureihe 430
- Baureihe 614
- Baureihe 605 (ICE-TD)
- Baureihe 640 (LINT)
- Baureihe 641 (Coradia)
- Baureihe 642 (Desiro)
- Baureihe 643 (Talent)
- Baureihe 644 (Talent)
- Baureihe 646 (GelenkTriebWagen)
- Baureihe 648 (LINT)
- Baureihe 650 (Regio-Shuttle)
- Baureihe 670 (niet meer van DB)
- InterCityExpress

Voor een overzicht van tractievoertuigen zie Categorie:Duits spoorwegmaterieel.